# Аурелије Виктор
Секст Аурелије Виктор (лат. Sextus Aurelius Victor, рођ. око 320.- умро 391?) био је римски сенатор, великодостојник и историчар. У току последњих година владавине Констанција II, између 359. и 361. године, Аурелије Виктор је објавио бревијар на латинском О царевима (De caesaribus), збирку царских биографија од Августа до Констанција II уклопљених у кохерентну историју.
Викторов живот и каријера могу се реконструисати једино помоћу ретких аутобиографских осврта у његовом делу, као и захваљујући једном помену у Историји Амијана Марцелина. Амијан Марцелин и Аурелије Виктор били су изгледа не само савременици, већ и познаници. Аурелије Виктор је по сопственом признању рођен у римској Африци на једном сеоском имању, вероватно у околини Сирте. Отац му је био скромног порекла и необразован, али довољно имућан да пошаље сина на школовање у Сирту или Карагину, а затим у Рим. Судећи по познавању догађаја у Риму између Константинове смрти 337. и тријумфа цара Констанција 357. године, изгледа да је Аурелије Виктор овај период провео у Вечном граду. У његовом делу се срећу детаљи везани за фискална питања и планове за грађевинску реконструкцију Милана, Картагине и Никомедије. На основу тога се закључује да је већ током боравка у Риму постао члан једне од царских канцеларија, можда scrinium epistolarum која је била надлежна да шаље царске наредбе провинцијским судијама и одговара делегацијама локалних већа (курија) и градова. После Констанцијевог тријумфа, Аурелије Виктор постаје финансијски саветник преторијанског префекта Илирика Анатолија, коме је у свом делу посветио кратки панегирик. Изгледа да га је Анатолије у Сирмијуму, у паузи рата са Сарматима, представио цару свог ученог саветника, а Констанције је можда подстакао Аурелија Виктора да прионе на историографски посао. По Амијану Марцелину, у лето 361. године, у време када грађански рат са Констанцијем још није био решен, у Сирмијум (данашњу Сремску Митровицу) стигао је Јулијан. Претендент је провео два дана у Сирмију где је желео да придобије становнике града играма и организује себи лојалну администрацију. У Наису (данашњем Нишу) Јулијан је изгледа прочитао дело Аурелија Виктора и након тога одлучио је да га постави за конзуларног намесника провинције Друге Паноније (Pannonia Secunda) и почаствује га подизањем бронзане статуе. Јулијан је у бревијару прочитао похвалу Констанцију и имплицитну критику својих поступака, али је изгледа ценио људе од интегритета. Поред тога, Виктор је био добар познавалац прилика у околини. Најзад, место проконзуларног намесника омогућило је Виктору и поред скромног порекла да постане clarissimus тј члан римског сената. На позицији провинцијског гувернера остао је све до 365. када га је сменио цар Валентинијан I, познат по свом подозрењу према сенаторима и ученим људима. О каријери Аурелија Виктора знамо још само један детаљ. Извесни Виктор је као градски префект Рима 388./9. поставио натпис на Трајановом форуму како би се на служби захвалио цару Теодосију I. По преовлађујућем мишљењу у данашњој историографији овај префект је идентичан историчару Аурелију Виктору. Уколико се прихвати ова конструкција, Аурелије Виктор је, у складу са тадашњом праксом, могао бити пре тога проконзул своје родне Африке. Време Викторове смрти остаје предмет нагађања.
У састављању свог дела Аурелије Виктор се изгледа користио данас изгубљеним латинским извором (писаним пре 358.) који је у научној јавности познат као Kaisergeschichte. Међутим, сем тога, по сопственим речима, доста је читао и дискутовао о историјским темама са другим учењацима. Виктор је, можда по узору на Салустија и Тацита, желео да пише стилским и морализаторским језиком са амбицијом да изнесе сопствени суд о личностима владара, разним догађајима и читавим класама. Као паганин и сенатор Виктор је узроке опадање римске државе током 3. и 4. века видео у кварењу старих моралних начела, у непоштовању вредности образовања и културе и у порасту утицаја војног фактора. Неотесану војничку руљу Виктор критикује на више места. Са друге стране, некритички је користио свој главни извор Kaisergeschichte, тако да усваја велики број грешака, а хронологију је додатно замутио својим реторским стилом излагања. Виктор понекад прећуткује неповољне црте владара којима се нарочито дивио и њихове поступке које није одобравао (помиње Константинове верске реформе али не улази у суштину преокрета који је тада настао), а после похвале Констанцију II следи и краћа критика, вероватно додата након цареве смрти.
Дело Аурелија Виктора никада није постало популарно, вероватно због тешког стила и морализаторских тенденција. Почетком 5. века, анонимни компилатор ("Псеудо-Виктор") је извукао изводе из бревијара О царевима и своје Епитоме је заокружио догађајима до 395. године. У истом периоду је бревијар Аурелија Виктора користио и анонимни састављач Царских повести (Historia Augusta), али је изгледа дело Аурелија Виктора током 5. века пало у заборав. Псеудо-Викторове Епитоме су пак послужиле као извор Византинцу Јовану Лиђанину у 6. веку и Лангобарду Павлу Ђакону у 8. веку. До нас су стигла само два преписа бревијара Аурелија Виктора и оба су настала у 15. веку. Делу Аурелија Виктора већ су тада прикључена и два краћа анонимна латинска списа (Origo gentis Romanae и De viris illustribus) за која се дуго времена погрешно веровало да су такође изашла из пера Аурелија Виктора.
Аурелије Виктор није био велики историчар ранга својих узора или свог савременика Амијана Марцелина, али његов спис пружа неколицину вредних детаља за историју 3. и 4. века, као и за културну историју доба последњих знаменитих паганских интелектуалаца.
Главно издање:
Franz Pichlmayr (Hrsg): Sexti Aurelii Victoris Liber de Caesaribus. Praecedunt Origo gentis Romanae et Liber de viris illustribus urbis Romae; subsequitur Epitome de Caesaribus, Leipzig 1911; више пута прештампано, последње издање: Stuttgart. 1993.  978-3-8154-1108-7..